# Contagion (film, 2011)
Contagion är en katastroffilm från 2011, regisserad av Steven Soderbergh. Filmen handlar om ett mycket smittsamt virus som överförs via luftvägsdroppar, om de forskare som försöker identifiera och begränsa sjukdomens spridning samt om sammanbrottet av samhällsordningen när viruset förvandlas till en världsomspännande pandemi.

## Rollista
| Matt Damon         | – Mitch Emhoff           |
| Kate Winslet       | – doktor Erin Mears      |
| Jude Law           | – Alan Krumwiede         |
| Gwyneth Paltrow    | – Beth Emhoff            |
| Laurence Fishburne | – doktor Ellis Cheever   |
| Marion Cotillard   | – doktor Leonora Orantes |